# Ryszard Grobelny
Ryszard Grobelny, né le 17 avril 1963 à Poznań, est un économiste et homme politique polonais.

## Biographie
Il est maire de Poznań de 1998 à 2014.